# شرکت لایف تایم

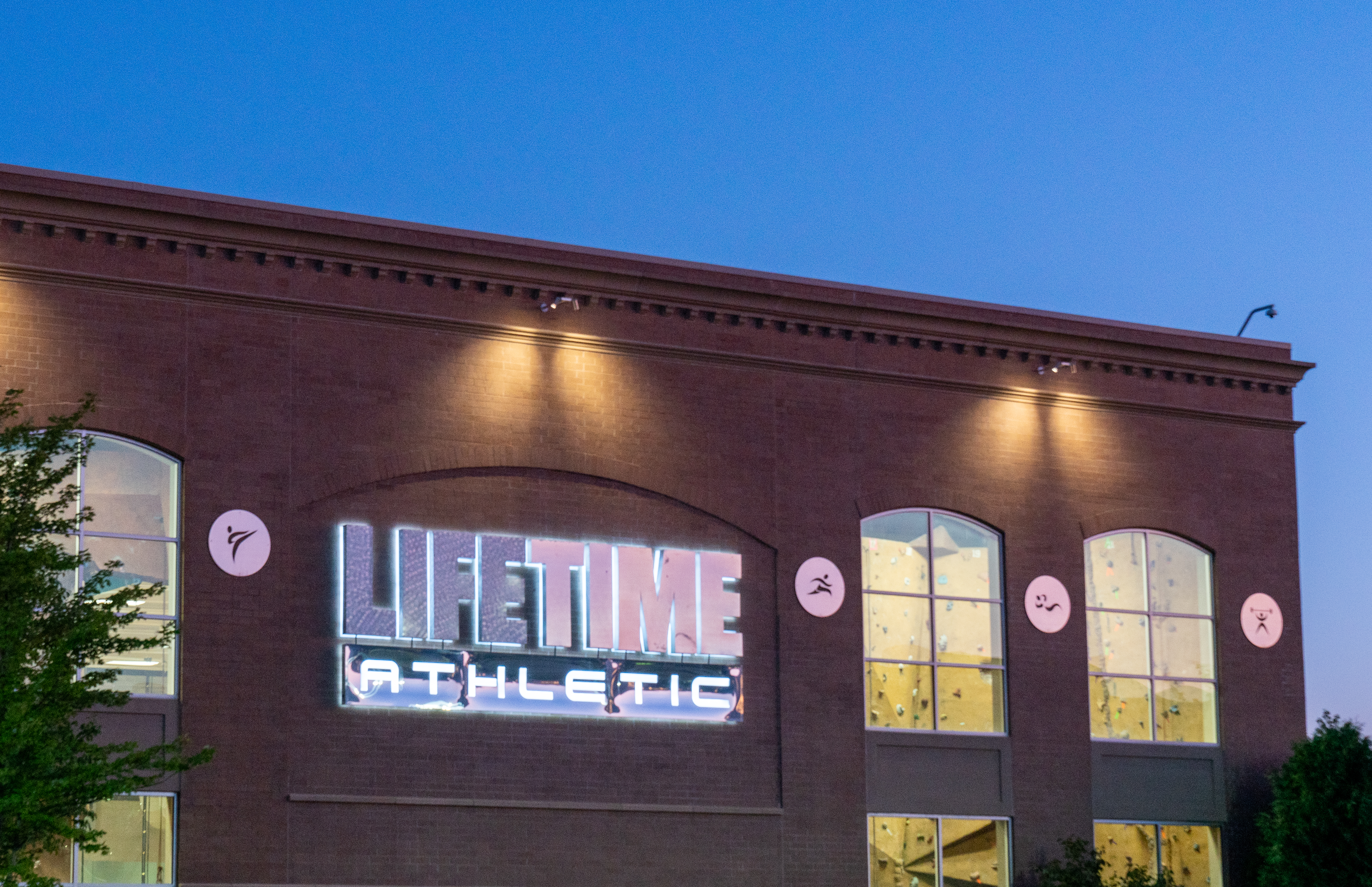
باشگاه های زنجیره ای لایف تایم

شرکت لایف تایم (انگلیسی: Life Time Fitness) یک باشگاه ورزشی زنجیره‌ای در ایالات متحده آمریکا و کانادا است. بسیاری از شعبه‌های آن شبانه‌روزی هستند و دارای آموزش‌دهندهٔ خصوصی، سالن، سرای غذا، مهدکودک، استخرهای درون و بیرون ساختمان است.